# Erateina cynthia
Erateina cynthia là một loài bướm đêm trong họ Geometridae.